# Narvi (mjesec)
Narvi (također Saturn XXXI) je prirodni satelit planeta Saturn otkriven 2003. godine. Vanjski nepravilni satelit iz Nordijske grupe s oko 6.6 kilometara u promjeru i orbitalnim periodom od 1006.541 dana.